# Слепче (община Долнени)
 Тази статия е за прилепското село.  За демихисарското вижте Слепче (община Демир Хисар).  
Слепче  (изписване до 1945 година: Слѣпче; на македонска литературна норма: Слепче) е село в община Долнени на Северна Македония.

## География
Разположено е в Прилепското поле, северозападно от град Прилеп в западните поли на Бабуна.

## История
В селото се намира манастирът от XVII век „Свети Никола“. Църквата „Свети Георги“ е от XVII - XVIII век.
В XIX век Слепче е село в Прилепска каза на Османската империя. „Етнография на вилаетите Адрианопол, Монастир и Салоника“, издадена в Константинопол в 1878 година и отразяваща статистиката на населението от 1873 година Слепче (Sleptché) е посочено като село с 38 домакинства и 200 жители българи.
Според статистиката на Васил Кънчов („Македония. Етнография и статистика“) от 1900 година Слѣпче е населявано от 420 жители българи християни.
На Етнографската карта на Битолския вилает на Картографския институт в София от 1901 година Слепче е чисто българско село в Прилепската каза на Битолския санджак с 30 къщи.
Цялото село в началото на XX век е сърбоманско. По данни на секретаря на Българската екзархия Димитър Мишев („La Macédoine et sa Population Chrétienne“) в 1905 година в Слепче има 240 българи патриаршисти сърбомани и работи сръбско училище.
На етническата си карта на Северозападна Македония в 1929 година Афанасий Селишчев отбелязва Слепче като българско село.
Според преброяването от 2002 година Слепче има 68 жители – 67 македонци и 1 сърбин.

## Личности
Родени в Слепче
- Никола Атанасов – Секирата, български революционер от ВМОРО, четник при Никола Русински през 1903 година[8]
- Перо Миленковски (р. 1939), детски писател от Северна Македония
- Велян Тодоров Николов , кметски наместник в периода от 1941 до 1944 година[9]